# Sugababes
Sugababes su engleski pop trio. Sastav su 1998. godine osnovale Keisha Buchanan, Mutya Buena i Siobhán Donaghy. Nakon omanjeg uspjeha s albumom "One Touch" i njegovim singlovima, godine 2002. sastav objavljuje hit album "Angels with Dirty Faces" i singl "Freak Like Me". Jedni od najuspješnijih singlova skupine su "Round Round", "Hole in the Head", "Push the Button", "About You Now", "Denial" i "Get Sexy".
Tijekom prosinca 2005. skupinu napušta Mutya Buena, koju zamjenjuje Amelle Berrabah. Sredinom rujna 2009. objavljeno je da nakon 11 godina skupinu napušta i posljednja originalna članica Keisha Buchanan. Buchanan je zamijenila eurovizijska predstavnica Jade Ewen. Ubrzo nakon što se Ewen pridružila skupini, počeli su s radom na sedmom studijskom album "Sweet 7" s kojega je objavljen singl "About a Girl", prvi s Eweninim vokalima.
Sastav Sugababes je objavio 27 singlova, od kojih je 6 dospjelo do broja jedan u Ujedinjenom Kraljevstvu, a 24 ih je dospjelo u top 20. S 18 od 27 singlova koji su dospjeli u top 10, Sugababes su proglašene najuspješnijim ženskim sastavom 21. stoljeća. Njihov sedmi album "Sweet 7", prvi s novom članicom Jade Ewen, objavljen je 15. ožujka 2010. godine. To je ujedno i njihov najneuspješniji album, debitiravši na broju 14 u Ujedinjenom Kraljevstvu i provevši samo tri tjedna u top 100.

## Povijest sastava

### Originalna postava iOne Touch(1998. – 2001.)
Sastav Sugababes osnovale su dugogodišnje prijateljice Keisha Buchanan i Mutya Buena, kada su na nekoj zabavi 1998. upoznale Siobhán Donaghy te su ubrzo započele s radom s producentom Ronom Tomom. Buena i Donaghy su već neko vrijeme radile s Tomom na demosnimkama, koje su se kasnije našle na albumu One Touch. Kada su još bile duo, predloženo im je da postanu trio. Buena je pozvala Buchanan u sastav, pod uvjetom da dobro pjeva. Ime sastava dolazi od školsko nadimka Buchanan i Buene Sugar baby, premda se sastav zvao The Sugababies za vrijeme snimanja debitantskog albuma. London Records je tada ponudio skupini ugovor i predloženo im je da ime promijene u Sugababes.
Njihov debitantski singl "Overload" dospio je u top 10 u Ujedinjenom Kraljevstvu i donio im je nominaciju za BRIT nagradu za najbolji singl. Skupina je napisala većinu pjesama s albuma, uz pomoć producenta Camerona McVeya. S albuma One Touch su proizašla još tri top 40 hita "New Year", "Run for Cover" i "Soul Sound". Za vrijeme promotivne turneje po Japanu, Siobhán Donaghy je napustila sastav. Kasnije je izjavila da se željela upustiti u modne vode. S vremenom joj je dijagnosticirana klinička depresija, zbog svađe s ostalim članicama skupine.
Heidi Range je zamijenila Donaghy kao treća članica skupine. Album One Touch je dospio do 26. mjesta britanske top liste albuma i nagrađen je sa zlatnom certifikacijom za prodaju od preko 220.000 primjeraka. Prodaja albuma nije dosegla očekivanja London Recordsa, pa je sastav ubrzo izbačen iz diskografske kuće.

### Angels with Dirty Facesi druga postava (2002. – 2003.)
S dolaskom Heidi Range, sastav potpisuje ugovor za diskografsku kuću Island Records. Prvi singl objavljen pod novom diskografskom kućom je "Freak like Me". Producent pjesme je Richard X. Drugi singl s albuma bio je "Round Round", a producent istog je Xenomania. Oba singla su dospjela do broja 1 u Ujedinjenom Kraljevstvu, gdje su ujedno nagrađeni sa srebrnom certifikacijom.
Allbum Angels with Dirty Faces objavljen je sredinom 2002. godine. Album je dospio do broja 2 u Ujedinjenom Kraljevstvu, gdje je nagrađen s platinastom certifikacijom za prodaju od 917.000 primjeraka. U europi je album također nagrađen s platinastom certifikacijom. Treći singl s albuma je balada imena "Stronger", koja je kao dupli A singl objavljena zajedno s pjesmom "Angels with Dirty Faces". Singl je dopio u top 10 u Ujedinjenom Kraljevstvu. Pjesma "Angels with Dirty Faces" kasnije je korištena u filmu Powerpuff Girls. Četvrti je singl pjesma "Shape" koja je objavljena početkom 2003. godine. U pjesmi se koristi mix pjesme "Freak like Me" koji je nastao tijekom nastupa na BRIT Awardsima 2003. godine. Zbog uspjeha te pjesme, nastala je nova pjesma imena "Party in the Club" korištena u drami Girls in Love, koja se bazira na knjizi od Jacqueline Wilson.

### Three(2003. – 2004.)
Treći album skupine, Three, objavljen je krajem 2003. godine. Dospio je do broja 3 na britanskoj top listi albuma, i donio je skupini BRIT nagradu za najbolji album. Album je prodan u preko 855.000 primjeraka i nagrađen je s dvije platinaste certifikacije. Najavni singl za album bio je "Hole in the Head", a postao je njihov treći broj 1 singl u Ujedinjenom Kraljevstvu. "Hole in the Head" je njihov prvi singl koji je dospio na američku top listu singlova, na broj 96. Singl je dospio do broja 1 na američkoj Hot Dance Music/Club Play top listi.
Drugi je singl "Too Lost in You" dospio u top 10 u Ujedinjenom Kraljevstvu, Norveškoj, Nizozemskoj i Njemačkoj, a pjesma se nalazi i na soundtracku filma Zapravo ljubav. Singl "In the Middle" je skupini donio još jednu BRIT nagadu, za najbolji singl. Posljednji je singl s albuma balada "Caught in a Momen". Godine 2004. skupina jem uz još neke izvođače kao što su Robbie Williams i Dizzee Rascal, izvela obradu pjesme "Do They Know It's Christmas?", koja je dospjela na broj 1 u Ujedinjenom Kraljevstvu.

### Taller in More Waysi treća postava (2005. – 2006.)
Nakon kraće diskografske pauze, godine 2005. Sugababes objavljuju singl "Push the Button". Singl postaje njihov najveći hit. Dospio je do broja 1 u Ujedinjenom Kraljevstvu, Irskoj, Novom Zelandu i Austriji, dok je u Australiji, Belgiji, Danskoj, Njemačkoj i još nekolicini država dospio u top 3. U SAD-u je singl bio veliki dance hit dospjevši na broj jedan top lista Hot Dance Airplay i Hot Dance Music/Club Play. Tijekom listopada 2005. album Taller in More Ways postaje njihov prvi broj 1 album. U istom je tjednu skupina držala broj jedan na top listi albuma, singlova, digitalnih downloada i na airplay top listi.
Nakon navodne bolesti koja je spriječila Mutyu Buenu od promoviranja singla "Ugly", 21. prosinca 2005. objavljeno je da je Buna napustila skupinu. Na službenoj je stranici skupine objavljeno da je Buena otišla zbog privatnih razloga, ali je i dalje dobra prijateljica i s Keishom i s Heidi. Posljednja originalna članica skupine, Keisha Butchanan, izjavila je da svima nedostaje Mutya, ali ima mjesta za nekog novog tko će s njima dijeliti ostatak puta.
Skupini se pridružila Amelle Berrabah krajem prosinca 2005. godine. Menadžment skupine (Buchanan i Range) je izabrao Berrabah da prođe s njima ostatak puta. Prije dolaska u Sugababes, Amelle Berrabah je zajedno sa svojom sestrom Samiyom bila članica skupine Boo2. za treći singl s albuma Taller in More Ways izabrana je pjesma "Red Dress". Pjesma je kao singl objavljena početkom 2006. godine i dospjela je do broja 4 u Ujedinjenom Kraljevstvu, postavši treći zaredom top 5 singl s albuma tamo. Reizdanje albuma s vokalima od Berrabah objavljeno je krajem veljače 2006. godine i dospjelo je do broja 18 na službenoj britanskoj top listi.
Album Taller in More Ways nagrađen je s dvije platinaste certifikacije u Ujedinjenom Kraljevstvu za prodaju od 886.000 primjeraka. Za posljednji singl s albuma izabrana je pjesma "Follow Me Home". Singl je objavljen tijekom lipnja 2006. godine samo u Ujedinjenom Kraljevstvu gdje je dospio broja 32.

### Overloaded: The Singles Collection(2006. – 2007.)
Sredinom 2006., tijekom rada na petom studijskom albumu, sastav Sugababes snima dvije nova pjesme za kolekciju najvećih hiteva Overloaded: The Singles Collection. najavni singl za kompilaciju bio je "Easy". Singl je dospio do broja 8 u Ujedinjenom Kraljevstvu, dok je sama kompilacija dospjela do broja tri, a nagrađena je s platinastom certifikacijom za prodaju od 598.000 primjeraka.
Uz album, objavljen je i DVD koji sadrži karaoke verzije pjesama te album s remiksevima imena Overloaded: The Remix Collection. Dana 6. studenog 2006. Sugababes su uz sastav Feeder nastupile na koncertu Feeder's WAR Child. Izvele su obradu pjesmu "Everybody Hurts" i pjesmu "Freak Like Me". Godine 2007. snimile su humanitarni singl "Walk This Way" za Comic Relief, zajedno sa skupinom Girls Aloud. Singl je postao njihov peti broj 1 singl.

### Change(2007. – 2008.)
Po završetku turneje Greatest Hits Tour, Sugababes su se vratile u studio raditi na novom albumu Change. neki od značajnijih producenata albuma su William Orbit, Dr. Luke, JC Chasez, Dallas Austin, Novel i Xenomania. S objavom singla "About You Now" Sugababes su postale prva ženska skupina koja je dospjela do broja jedan na britanskoj top listi singlova samo na temelju digitalnih downloada. Singl je postavio i rekord za najveći skok u top 40 singlova, skočivši s broja 1 do broja 35. Rekord je kasnije oborila P!nk sa singlom "So What", koji je skočio s broja 38 do broja 1. Singl "About You Now" nominiran je za najbolji britanski singl na BRIT Awardsima.
Tijekom listopada 2007. godine, Change je postao drugi broj 1 album skupine. Drugi singl s albuma "Change" objavljen je tijekom prosinca 2007. godine i dospio je do broja 13. Treći i posljednji singl s albuma je pjesma "Denial". Album Change prodan je u 494.000 primjeraka i nagrađen je s platinastom certifikacijom.
Sugababes su se pojavile na kompilaciji Radio 1: Established 1967s obradom pjesme "Betcha by Golly Wow!". Pojavile su se i u zboru od Annie Lennox, koji sadržavao 23 člana, a otpjevali su pjesmu "Sing". Pjesma "3 Spoons of Suga" pojavila se na soundtracku filma St Trinian's. Sugababes su održale tromjesečnu turneju Change Tour.

### Catfights and Spotlights(2008. – 2009.)
Skupina je na šestom studijskom albumu Catfights and Spotlights poečla raditi po završetku turneje Change Tour. Jason Pebworth, pjevač skupine Orson, rekao je da će album imati više funk zvuk za razliku od prijašnjih albuma. Najavljeno je da će producent Timbaland raditi sa skupinom na albumu, ali do suradnje nije došlo. Taio Cruz je snimio remiks svoje pjesme "She's Like a Star", na kojem su Sugababes i Busta Rhymes gostujući izvođač.
Najavni singl za album Catfights and Spotlights bila je pjesma "Girls". Iako je singl dospio do broja 3 na top listi singlova Ujedinjenog Kraljevstva, "Girls" je njihov prvi najavni singl za neki album koji nije dospio na broj 1, nakon debitantskog singla "Overload". Album Catfights and Spotlights debitirao je na broju 8 britanske top liste albuma, a proglašen je trećim najboljim pop albumom 2008. godine od strane Popjustica. "No Can Do" je kao drugi i posljednji singl s albuma objavljen tijekom studenog 2008. godine i dospio je do broja 23 na top listi singlova. Tijekom siječnja 2009. udruga Publishing Right Society porglasila je sastav Sugababes skupinom koja je najviše radila tijekom 2008. godine, zbog mnogo održanih koncerata. Nakon izlaska singla "No Can Do" objavljeno je da neće biti turenje kojom će se promovirati album Catfights and Spotlights, nego skupina već radi na novom albumu.
Pjesma s albuma Catfights and Spotlights, "Nothing's as Good as You", korištena je u reklamama za Disneyeve filmove kao što su High School Musical, The Cheetah Girls i Camp Rock. U to vrijeme kružile su glasine da se skupina nakon 9 godina djelovanja raspala. Glasine su negirane na njihovoj službenoj web stranici, gdje je napisano i da skupina trenutno radi na novom albumu. Iako nije bilo turneje za promociju novog albuma, skupina je održala nekoliko koncerata tijekom ljeta 2008. godine. Dana 27. lipnja 2008. godine skupina je nastupila na Cannock Chase Forestu, a 11. srpnja na Thetford Forestu. Koncerti su održani u podizanju svijesti oko globalnog zagrijavaja. Forestry commission je promovirao pjesme, naglašavajući da su Sugababes sinonim za pop glazbu. Sastav je nastupio i na Durham County Cricket Club’s Riverside Stadiumu, 10. srpnja 2009. godine. Dana 9. i 10 kolovoza (subota i nedjelja) skupina je održala nastup u Ashfield showu. Iako je show bio besplatan, za subotu je bila potreba ulaznica. Sve su ulazni rasprodane za 1 dan.

### Sweet 7i četvrta postava (2009. – 2011.)
Dana 6. travnja godine 2009. objavljeno je da je sastav Sugababes otišao u SAD raditi na novom albumu. Ubrzo je objavljno da je skupina potpisala ugovor za Jay Z-jevu diskografsku kuću Roc Nation, što je dovelo do suradnje s producentima kao što su RedOne, koji je radio s izvođačima kao što je Lady GaGa, i producentska skupina StarGate, koja je producirala glazbu za izvođače kao što su Ne-Yo, Rihanna, Beyoncé i Mariah Carey.
Dana 2. lipnja objavljeno je da je izabran najavni singl za album. Ime singla je "Get Sexy", a po prvi je puta javno emitiran ja radio postaji BBC Radio 1 7. sprnja 2009. u 16:51 sati. Singl je objavljen 30. kolovoza. Videospot za pjesmu "Get Sexy" po prvi je puta emitiran 1. kolovoza na tv postaji 4Music.  Web stranica Popjustice predstavila je video dva dana ranije, 30. srpnja u 17:00 sati. Singl je debitirao na broju 2 na britanskoj top listi singlova, iza singla "Run This Town" kojeg izvode Jay Z, Rihanna i Kanye West, postavši njihov prvi ikad broj 2 singl.
Sredinom rujna 2009. došlo je do svađa između Buchanan i Berrabah, a objavljneo je da je sama Berrabah napustila skupinu. Dana 21. rujna potrvđeno je da skupinu nije napustila Berrabah, nego posljednja originalna članica Keisha Buchanan. Butchanan je dobila ugovor za diskografsku kuću Island Records, dok je njeno mjesto u skupini zamijenila eurovizijska predstavnica Jade Ewen. Buchanan je preko svog Twittera izjavila da nije bila njena odluka da napusti skupinu, što je dovelo do mnogo kontroverza u medijima, koji su izvijestili da je Butchanan izbačena iz skupine, kao zadnja vreća.
Bivša članica skupine, Mutya Buena, izjavila je da se skupina, bez ijedne originalne članice, više ne može zvati Sugababes, a skupini Sugababes je došao kraj. Buena je rekla i da je ljuta na Heidi što nije poduprla Keishu. Izjavila je i da planira osnovati novi sastav, koji će činiti originalna postava skupine Sugababes: Keisha Buchanan, Siobhán Donaghy i Mutya Buena. Mnogi obožavatelji, kao i mnogo medija su negativno reagirali na odlazak Keishe Butchanan iz skupine. Britanski časopis The Guardian objavio je članak pod imenom "Zašto Sugababes nemogu dalje bez Keishe" u kojem se govori kako je skupina prošla previše promjena postava, skupina je postala "brand", a ne skupina i pokazale su da će radije biti očajne i nedostojanstvene.
Prvi javni nastup četvrte postave skupine bio je u emisiji GMTV, kada su izvele drugi singl s albuma Sweet 7 "About a Girl". Ubrzo je uslijedio i nastup na BBC1's Live Lounge, gdje su također izvele pjesmu "About a Girl", kao i obradu pjesme "Rabbit Heart" skupine Florence + the Machine. Singl je dospio do broja 8 na britanskoj top listi. Treći singl s albuma bio je "Wear My Kiss". Singl je dospio do broja 7, čime je album Sweet 7 posato prvi album nakon albuma Taller In More Ways s kojeg je proizašlo najmanje 3 top 10 hita. Album Sweet 7 trebao je biti objavljen tijekom studenog 2009. godine, ali je izlazak otkazan više puta. Album je naposljetku objavljen 15. ožujka 2010. godine. Iako je održana velika promocija za album, sam je album dospio tek do broja 14 na britanskoj top listi albuma, čime ne postao drugi najneuspješniji album skupine. Jedini album koji je bio manje uspješan je njihov debitantski album One Touch iz 2000. godine koji je dospio do broja 26.
Sredinom ožujka 2010. Digital Spy je objavio da je skupina izbačena iz Jay Z-jeve diskografske kuće Roc Nation. Dana 26. ožujka sama skupina Sugababes je to na svojoj službenoj stranici demantirala. Objavile su da one nikada nisu službeno potpisale ugovor za Roc Nation, nego su samo radili s producentima te diskografske kuće na albumu Sweet 7.

## Neglazbene aktivnosti

### Sugababes: Uncovered
Sugababes su snimile dokumentarac imena Sugababes: Uncovered za ITV2. Dokumentarac, koji je prikazan 19. prosinca 2006. godine, snimljen je za vrijem snimanja albuma Overloaded: The Singles Collection. Sadržaj dokumentarca fokusiran je na promotivne aktivnosti skupine te na rad iza pozornice. Dokumentarac uključuje i intervjue s članicama.

### Autobiografija
Sugababes su izjavile da ne žele napisati vlastitu autobiografiju kao druge ženske skupine. Izjavile su da nije moguće napisati autobiografiju iz razgola što je skupina pretrpjela previše promjena u postavi i da je neizvedivo u goditi Siobhan Donaghy i Mutyi Bueni. Keisha Buchanan je izjavila: "S našom povijesti, knjiga nije najbolje rješenje." Godine 2007. novinarka Emily Sheridan napisala je knjigu od 294 stranice o skupini.

### Vjenčanje Jade Goody
Dana 22. veljače 2009. godine, Sugababes su privukle medijsku pozornost nastupivši na vjenčanju Jade Goody i Jacka Tweeda. Izvele su neke od svojih najvećih hiteva kao što su "About You Now" i "Freak Like Me". Nastup je prikazan u emisiji Jade's Wedding. Goody je preminula točno mjesec dana kasnije, 22. ožujka 2009. godine. U intervjuu za 4Music tijekom kolovoza 2009. izjavile su da im je bilo čast nastupiti na vjenčanju.

## Članovi
Sadašnji i bivši članovi skupine:
- Heidi Range (2001. – 2011.) skupini se pridružila 2001. godine, zamijenivši originalnu članicu Siobhán Donaghy. Skupina tada objavljuje singl "Freak Like Me", koji je postao njihov prvi broj 1 singl. Ubrzo objavljuju album Angels with Dirty Faces. Range je zaručena za Davea Berryja.

- Amelle Berrabah (2005. – 2011.) se skupini pridružila tijekom prosinca 2005. godine, zamijenivši originalnu članicu Mutyu Buenu. Prvi singl s Berrabahinim vokalima je "Red Dress", a prvi album reizdanje albuma Taller in More Ways. Prvi studijski album s Berrabah bio je Change. Berrabah je 2009. godine gostovala na singlu "Never Leave You" od Tinchya Strydera.

- Jade Ewen (2009. – 2011.) je tijekom rujna 2009. zamijenila posljednju originalnu članicu Keishu Buchanan. Prvi singl s Ewen, "About a Girl", objavljen je mjesec dana kasnije i dospio je do broja 8 u Ujedinjenom Kraljevstvu. Prvi album skupine s Eweninim vokalima je Sweet 7. Ewen je prije dolaska u skupine predstavlja Ujedinjeno Kraljevstvo na Eurosongu 2009. s pjesmom "It's My Time". Ewen je objavila još jedan singl "My Man", a trebala je objaviti i album Punching Out, koji je otkazan, jer se Ewen pridružila skupini Sugababes.
- Keisha Buchanan (1998. – 2009., 2012. – 2014., 2019. – danas)  bila je izbačena iz skupine tijekom rujna 2009. godine, zbog velikih svađa između nje s jedne strane i Range te Berrabah s druge strane. Buchanan je članica skupine bila 11 godina. Zamijenila ju je Jade Ewen. Keisha Buchanan radila je na snimanju svog albuma prvijenca. Od 2019. godine ponovna je članica skupine uz preostale dvije originalne članice - Mutyom Buenom i Siobhán Donaghy.

- Mutya Buena (1998. – 2005., 2012. – 2014., 2019. - danas) skupinu je napustila tijekom prosinca 2005. godine. Nakon što joj je dosadilo biti članica skupine, odlučila se za samostalnu karijeru. Objavila je debitantski album imena Real Girl. Buena je bila izrazila želju za formiranjem novog sastava zajedno s ostalim originalnom članicama skupine Sugababes, Keishom Buchanan i Siobhán Donaghy koja joj se ostvarila 2019. godine.

- Siobhán Donaghy (1998. – 2001., 2012. – 2014., 2019. - danas) prva je članica koja je napustila skupinu, zbog stalnih svađa s Buchanan. Objavila je dva studijska albuma, Revolution in Me i Ghosts. nakon odlaska iz skupine, Buena i Donaghy su i dalje ostale dobre prijateljice. Od 2019. godine ponovna je članica skupine uz ostale originalne članice.

## Diskografija

### Studijski albumi
- One Touch (2000.)
- Angels with Dirty Faces (2002.)
- Three (2003.)
- Taller in More Ways (2005.)
- Change (2007.)
- Catfights and Spotlights (2008.)
- Sweet 7  (2010.)
- The Lost Tapes (2022.)

### Kompilacije
- Overloaded: The Singles Collection (2006.)
- About the Girls: The Ultimate Sugababes Collection (2010.)

## Vanjske poveznice
- Službena web stranica  Arhivirana inačica izvorne stranice od 5. prosinca 2008. (Wayback Machine)
- Sugababes na Discogsu